# Aero L-29A
Die Aero L-29A Delfin Akrobat ist ein strahlgetriebenes Kunstflugzeug des tschechoslowakischen Herstellers Aero. Sie wurde nicht in Serie produziert.

## Geschichte
Die L-29A ist eine einsitzige Weiterentwicklung des Strahltrainers L-29, die speziell für den höheren Kunstflug und die Kunstflugschulung entworfen wurde. Die Konstruktion erfolgte durch sechs Mitarbeitern von Aero unter der Leitung von Jan Vlček. Dazu wurde einer der ersten Prototypen mit der Werknummer 00031 umgebaut. Es handelte sich um die Maschine, die das Vergleichsfliegen gegen die Jak-30 und die TS-11 in Monino gewonnen hatte. Der Prototyp erhielt das Luftfahrzeugkennzeichen 0157. Der Erstflug erfolgte am 21. November 1967 mit dem Kunstflugpilot Juraj Šouc. Später erhielt die Maschine das zivile Kennzeichen OK-SZA. Es wurde noch ein zweiter Prototyp gebaut. Beide Maschinen wurden auf den Internationalen Maschinenbaumessen in Brno 1967 und 1968 ausgestellt. Auf der Deutschen Luftfahrtschau in Hannover stellte der tschechische Kunstflieger Jiři Blaha 1968 die L-29A der Öffentlichkeit im Flug vor. 1969 wurde die OK-SZA auf dem Pariser Aerosalon in Le Bourget vorgestellt. Eine Serienproduktion kam nicht zustande.
Aufgrund des gegenüber der L-29 geringeren Startgewichts verfügte die L-29A über bessere Flugleistungen, insbesondere eine größere Steigfähigkeit und eine etwas größere Gipfelhöhe.

## Konstruktion
Die L-29A ist ein Mitteldecker mit Trapezflügel, T-Leitwerk und einziehbarem Fahrwerk. Gegenüber der L-29 wurde das Kraft- und Schmierstoffsystem modifiziert, um längere Rückenflugzeiten zu erzielen.

## Nutzung
Die L-29A war für den Einsatz im Flugsport und die Schulung von Jagdfliegern vorgesehen. Zu einer breiteren Nutzung ist es jedoch nicht gekommen. Mindestens die Maschine mit dem Kennzeichen OK-SZA wurde in einem Luftsportklub eingesetzt. Diese Maschine ist heute im tschechischen Luftfahrtmuseum in Kunovice ausgestellt.

## Technische Daten
| Kenngröße                     | Daten                                                   |
| ----------------------------- | ------------------------------------------------------- |
| Besatzung                     | 1                                                       |
| Länge                         | 10,81 m                                                 |
| Spannweite                    | 10,29 m                                                 |
| Höhe                          | 3,13 m                                                  |
| Flügelfläche                  | 19,80 m²                                                |
| Flügelstreckung               | 5,36                                                    |
| Flügelprofil                  | NACA 64 A                                               |
| Flächenbelastung              | 131 kg/m²                                               |
| max. Startmasse               | 2.600 kg                                                |
| Triebwerk                     | 1 Strahlturbine Motorlet M-701C mit 890 kp Maximalschub |
| Tankvolumen                   | 1.030 l                                                 |
| Höchstgeschwindigkeit         | 635 km/h in Bodennähe                                   |
| Mindestgeschwindigkeit        | 145 km/h (ohne Klappen) 125 km/h (mit Klappen)          |
| Steigleistung                 | 17,3 m/s                                                |
| Steigzeit                     | 7 min auf 7.000 m Höhe                                  |
| Dienstgipfelhöhe              | praktisch 11.735 m maximal 13.400 m                     |
| Start-/Landerollstrecke       | 330 m / 335 m                                           |
| Start-/Landestrecke über 25 m | 735 m / 635 m                                           |